# 伊藤郷平
伊藤 郷平（いとう ごうへい、1906年10月6日 - 1984年8月28日）は、日本の地理学者、理学博士。第4代愛知教育大学長。
愛知県地方計画委員会会長、矢作川流域開発研究会会長などを務め、地域開発計画の立案、推進に大きな業績を残した。

## 経歴
長野県伊賀良村（現・飯田市北方）に生まれた。旧制飯田中学（長野県飯田高等学校）を経て、1930年（昭和5年）東京高等師範学校を卒業。1936年（昭和11年）、東京文理科大学理学部地理学科を卒業。
東京府青山師範学校、東京女子師範学校、立正大学などで教鞭をとり、東京都視学官となる。戦後、長野県須坂高等学校長を務め、1951年（昭和26年）に愛知学芸大学（現・愛知教育大学）教授となる。1955年（昭和30年）、農業地域・農業労働力需給の全国的研究により東京文理科大学から理学博士を授与された。研究成果の地域社会への還元が多く、1957年（昭和32年）から7年間、愛知県農山漁村振興委員会専門委員として農山村指導に当たった。学会誌『地理学報告』を創刊するなど出版活動も多く行った。1954年（昭和29年）に著した『地方都市の研究―新しい豊橋―』は版を重ね、ことによく読まれた。
愛知学芸大学は発足当初から、名古屋分校と岡崎分校の間で本部位置を巡って激しい争いが行われていた。1949年（昭和24年）9月19日に本部が岡崎市に決定したのちも、名古屋側は後期4年課程設置を巡って学大後期誘致期成同盟を結成するなど反対運動を続けた。1966年（昭和41年）7月14日、教授会は、大学の移転統合先を刈谷市井ヶ谷町とする小木曾公学長の見解を承認。ここに至って尾張・三河間の抗争は終息した。
1967年（昭和42年）6月14日、愛知教育大学の第4代学長に就任。
1969年（昭和44年）8月22日、同大学岡崎分校において全学闘争委員会が全通用門にバリケードを立てる。同年11月25日には無期限ストライキに突入。激化した大学闘争に学長として対処した。1970年（昭和45年）4月、刈谷市への統合移転完了。
1971年（昭和46年）、矢作川流域開発研究会を組織して会長となり、「流域は一つ、運命共同体」を提唱して流域全市町村の住民の連帯感育成運動や地域活性化を推進した。同年6月13日、学長を退任。
伊藤は学長退任後も岡崎市明大寺町道城ケ入に住み、市政の発展に深く寄与した。岡崎市総合計画審議会会長（1973年～）、岡崎市史編さん委員会副会長（1977年～）、岡崎市民合唱団団長（1978年8月結成）、岡崎市市政顧問（1980年～）、岡崎額田地区広域市町村圏協議会長などを歴任した。
1977年（昭和52年）11月、勲二等瑞宝章を受章。1978年（昭和53年）、日本地理学会名誉会員に推挙された。
1984年（昭和59年）8月28日、クモ膜下出血のため市立岡崎病院で死去。77歳没。1985年（昭和60年）7月1日、岡崎市名誉市民に推挙される。

## 主な編著書
- 『長野縣新誌』日本書院、1950年6月5日。
- 『地方都市の研究―新しい豊橋―』古今書院、1954年11月25日。
- 『現代社会と地理学』大明堂、1965年4月16日。
- 『社会の発展と地理学』大明堂、1971年6月17日。
- 『中京圏』大明堂、1972年6月11日。
- 『地理学報告』 愛知教育大学地理学会 （学会誌。1952年7月6日に創刊号発行）